# Старовойт, Антон Аркадьевич
Антон Аркадьевич Старовойт (род. 1 ноября 1981, Апатиты, Мурманская область) — российский хоккеист, защитник, нападающий.

## Биография
Воспитанник ярославского «Торпедо». Начинал играть в «Торпедо-2» (1997/98 — 1999/2000). После выступлений за «Мотор» Заволжье (плей-офф-2000) и «Кристалл» Саратов (2000/01) в сезоне 2001/02 дебютировал в Суперлиге в составе «Торпедо» НН. Следующий сезон начал в московском «Спартаке», затем вернулся в нижегородское «Торпедо», игравшее в высшей лиге. Следующие два сезона провёл в «Торпедо» в Суперлиге и в высшей лиге. В дальнейшем играл в низших лигах за «Амур», «Мотор» Барнаул, «Нефтяник» Альметьевск (все — 2005/06), «Кристалл» Саратов, «Молот-Прикамье», «Газовик» Тюмень, «Газовик-Универ» (все — 2006/07), «Капитан»
(2008/09), «Белгород» (2009/10), ТХК (2010/11), «Буран» (2011/12), в ВХЛ за ТХК (2012/13), «Кубань» (2013/14 — 2014/15),
«Кристалл» Саратов (2015/16). Завершил карьеру после сезона 2016/17, проведённого в клубе чемпионата Казахстана «Алматы».
Участник чемпионата мира среди юниоров (1999).
Тренер в СДЮШОР «Торпедо» НН.